# Parti démocratique du peuple uni
Le Parti démocratique du peuple uni (en somalien Ururka Dimuqraadiga Ummadda Bahawday, abrégé en UDUB) était un parti politique somalilandais fondé en 2001 par le président Mohamed Ibrahim Egal. Le parti arrive en tête des élections législatives de 2005 avant d'être dissous en 2011.

## Résultats
| Année | Voix    | %     | Rang | Élus    | +/- |
| ----- | ------- | ----- | ---- | ------- | --- |
| 2005  | 261 449 | 39,00 | 1er  | 33 / 82 | Nv  |